# والنتین آیسریک
والنتین آیسریک (انگلیسی: Valentin Eysseric؛ زادهٔ ۲۵ مارس ۱۹۹۲) بازیکن فوتبال اهل فرانسه است که در پست هافبک برای تیم قاسم‌پاشا اسپور در سوپر لیگ فوتبال ترکیه بازی میکند.
از باشگاه‌هایی که در آن بازی کرده‌است می‌توان به آ.اس موناکو، باشگاه فوتبال فیورنتینا، باشگاه فوتبال نیس، و باشگاه فوتبال سن-اتین اشاره کرد.